# Milesia fissipennis
Milesia fissipennis är en tvåvingeart som beskrevs av Speiser 1911. Milesia fissipennis ingår i släktet Milesia och familjen blomflugor.
Artens utbredningsområde är Taiwan. Inga underarter finns listade i Catalogue of Life.